# Eredivisie
Eredivisie – najwyższa w hierarchii klasa ligowych rozgrywek piłkarskich w Holandii, będąca jednocześnie najwyższym szczeblem centralnym (I poziom ligowy), utworzona w 1956 i zarządzana przez Królewski Holenderski Związek Piłki Nożnej (KNVB). Jej triumfator zostaje Mistrzem Holandii, zaś najsłabsze drużyny są relegowane do Eerste divisie (holenderskiej II ligi).

## Historia
Mistrzostwa Holandii w piłce nożnej mężczyzn – rozgrywki piłkarskie prowadzone cyklicznie od 1888 (najczęściej corocznie – cosezonowo), mające na celu wyłonienie najlepszej męskiej drużyny w kraju. Od sezonu 1888/1889 do sezonu 1896/1897 mistrza Holandii wyłaniano systemem nieligowym, a rozgrywki miały charakter nieoficjalny. Pierwsza oficjalna edycja mistrzostw Holandii została przeprowadzona przez KNVB w sezonie 1897/1898. W sezonie 1954/1955 po raz pierwszy wystartowały rozgrywki w Eerste klasse. W sezonie 1955/1956 liga zmieniła nazwę na Hoofdklasse. Rozgrywki zawodowej Eredivisie zainaugurowano w sezonie 1956/1957.
Do udziału w jej rozgrywkach zostają dopuszczone wyłącznie kluby posiadające status profesjonalny, które – po spełnieniu wszelkich niezbędnych kryteriów – otrzymały roczną licencję na występy na tym szczeblu (liga zawodowa). Wcześniej nosiła różne oficjalne nazwy, nadawane czasowo od sponsorów: PTT-telecompetitie (1990–1999), KPN-Telecompetitie (1999/2000), KPN Eredivisie (2000–2002), Holland Casino Eredivisie (2002–2005), od 2005 jako Eredivisie.

## System rozgrywek
Obecny format ligi zakładający brak podziału na grupy obowiązuje od sezonu 1956/1957.
Rozgrywki składają się z 34 kolejek spotkań rozgrywanych pomiędzy drużynami systemem kołowym. Każda para drużyn rozgrywa ze sobą dwa mecze – jeden w roli gospodarza, drugi jako goście. Od sezonu 1956/1957 w lidze występuje 18 zespołów. Drużyna zwycięska za wygrany mecz otrzymuje 3 punkty (do sezonu 1994/1995 2 punkty), 1 za remis oraz 0 za porażkę.
Zajęcie pierwszego miejsca po ostatniej kolejce spotkań oznacza zdobycie tytułu Mistrzów Holandii w piłce nożnej. Mistrz Holandii oraz druga drużyna zdobywa prawo gry w eliminacjach do Ligi Mistrzów UEFA. Trzecia oraz czwarta drużyna zdobywają możliwość gry w Lidze Europy UEFA. Również zwycięzca Pucharu Holandii startuje w eliminacjach do Ligi Europy lub, w przypadku, w którym zdobywca krajowego pucharu zajmie miejsce w czołowej dwójce ligi – możliwość gry w eliminacjach do Ligi Europy otrzymuje również zwycięzca barażów o udział w rozgrywkach rundy kwalifikacyjnej Ligi Europy UEFA. W barażach biorą udział drużyny z miejsc 5, 6, 7 i 8 klasyfikacji końcowej. Zajęcie ostatniego miejsca wiąże się ze spadkiem drużyn do Eerste divisie. Również dwie przedostatnie drużyny z Eredivisie oraz 8 drużyn z Eerste Divisie walczą o dwa miejsca promujące do gry w Eredivisie.
W przypadku zdobycia tej samej liczby punktów, klasyfikacja końcowa ustalana jest w oparciu o wynik dwumeczu pomiędzy drużynami, w następnej kolejności w przypadku remisu – różnicą bramek w pojedynku bezpośrednim, następnie ogólnym bilansem bramkowym osiągniętym w sezonie, większą liczbą bramek zdobytych oraz w ostateczności losowaniem.

## Skład ligi w sezonie 2025/26
| Uczestnicy poprzedniej edycji | Uczestnicy poprzedniej edycji | Uczestnicy poprzedniej edycji | Uczestnicy poprzedniej edycji |
| --- | ----------------------------- | ----------------------------- | ----------------------------- |
| PSV | PSV Eindhoven                 | Eindhoven                     | 1                             |
| AJX | Ajax                          | Amsterdam                     | 2                             |
| FEY | Feyenoord                     | Rotterdam                     | 3                             |
| UTR | Utrecht                       | Utrecht                       | 4                             |
| AZ | AZ Alkmaar                    | Alkmaar                       | 5                             |
| TWE | Twente                        | Twente                        | 6                             |
| GAE | Go Ahead Eagles               | Deventer                      | 7                             |
| NEC | NEC                           | Nijmegen                      | 8                             |
| HEE | Heerenveen                    | Heerenveen                    | 9                             |
| ZWO | PEC Zwolle                    | Zwolle                        | 10                            |
| FOR | Fortuna Sittard               | Sittard                       | 11                            |
| SPR | Sparta Rotterdam              | Rotterdam                     | 12                            |
| GRO | Groningen                     | Groningen                     | 13                            |
| HER | Heracles                      | Almelo                        | 14                            |
| NAC | NAC Breda                     | Breda                         | 15                            |
| Spadek z Eredivisie 2024/25 |                               |                               |                               |
| RKC | RKC Waalwijk                  | Waalwijk                      | 17                            |
| AMR | Almere City                   | Almere                        | 18                            |
| po barażach |                               |                               |                               |
| WIL | Willem II                     | Tilburg                       | 16                            |
| Awans z Eerste divisie 2024/25 |                               |                               |                               |
| VOL | Volendam                      | Volendam                      | 1                             |
| EXC | Excelsior                     | Rotterdam                     | 2                             |
| po barażach |                               |                               |                               |
| TEL | Telstar                       | Velsen                        | 7                             |
| Oznaczenia: - kolumna pierwsza – skróty nazw drużyn, - kolumna trzecia – siedziba klubu, - kolumna czwarta – miejsce zajęte w poprzednim sezonie. |                               |                               |                               |

## Statystyka

### Tabela medalowa (od sezonu 1956/57)
Mistrzostwo Holandii zostało do tej pory zdobyte przez 29 różnych drużyn. 8 z nich zostało mistrzami od wprowadzenia obecnych zasad rozgrywek od sezonu 1956/57.
Stan po sezonie 2024/2025.
| Lp. | Klub                | Miejsca na podium | Miejsca na podium | Miejsca na podium | Zwycięskie sezony |    |   | |
| --- | ------------------- | ----------------- | ----------------- | ----------------- | --- | -- | - | --- |
| Lp. | Klub                | 1.                | AFC Ajax          | 29                | Zwycięskie sezony | 22 | 9 | 1956/57, 1959/60, 1965/66, 1966/67, 1967/68, 1969/70, 1971/72, 1972/73, 1976/77, 1978/79, 1979/80, 1981/82, 1982/83, 1984/85, 1989/90, 1993/94, 1994/95, 1995/96, 1997/98, 2001/02, 2003/04, 2010/11, 2011/12, 2012/13, 2013/14, 2018/19, 2019/20 2020/21, 2021/22 |
| 2.  | PSV Eindhoven       | 23                | 17                | 12                | 1962/63, 1974/75, 1975/76, 1977/78, 1985/86, 1986/87, 1987/88, 1988/89, 1990/91, 1991/92, 1996/97, 1999/00, 2000/01, 2002/03, 2004/05, 2005/06, 2006/07, 2007/08, 2014/15, 2015/16, 2017/18, 2023/24, 2024/25 |    |   | |
| 3.  | Feyenoord           | 11                | 17                | 16                | 1960/61, 1961/62, 1964/65, 1968/69, 1970/71, 1973/74, 1983/84, 1992/93, 1998/99, 2016/17, 2022/23 |    |   | |
| 4.  | AZ Alkmaar          | 2                 | 3                 | 8                 | 1980/81, 2008/09 |    |   | |
| 5.  | FC Twente           | 1                 | 3                 | 9                 | 2009/10 |    |   | |
| 6.  | DWS                 | 1                 | 1                 | 0                 | 1963/64 |    |   | |
| 7.  | Sparta Rotterdam    | 1                 | 0                 | 2                 | 1958/59 |    |   | |
| 8.  | DOS Utrecht         | 1                 | 0                 | 0                 | 1957/58 |    |   | |
| 9.  | Roda JC Kerkrade    | 0                 | 2                 | 0                 | |    |   | |
| 10. | Sportclub Enschede  | 0                 | 1                 | 2                 | |    |   | |
| 11. | Fortuna Sittard     | 0                 | 1                 | 1                 | |    |   | |
| 12. | Sc Heerenveen       | 0                 | 1                 | 0                 | |    |   | |
| 12. | Willem II Tilburg   | 0                 | 1                 | 0                 | |    |   | |
| 14. | ADO Haga            | 0                 | 0                 | 3                 | |    |   | |
| 15. | Blauw-Wit Amsterdam | 0                 | 0                 | 1                 | |    |   | |
| 15. | FC Groningen        | 0                 | 0                 | 1                 | |    |   | |
| 15. | FC Utrecht          | 0                 | 0                 | 1                 | |    |   | |
| 15. | Go Ahead Deventer   | 0                 | 0                 | 1                 | |    |   | |
| 15. | NAC Breda           | 0                 | 0                 | 1                 | |    |   | |
| 15. | SBV Vitesse         | 0                 | 0                 | 1                 | |    |   | |
| 15. | VVV Venlo           | 0                 | 0                 | 1                 | |    |   | |
|     | Suma                | 68                | 68                | 67                | |    |   | |

### 10 najlepszych strzelców w historii Eredivisie
| Lp. | Zawodnik              | Gole | Kluby |
| --- | --------------------- | ---- | --- |
| 1.  | Willy van der Kuijlen | 311  | PSV Eindhoven                                                                                                |
| 2.  | Ruud Geels            | 265  | SC Telstar, Feyenoord Rotterdam, Go Ahead Eagles, Ajax Amsterdam, Sparta Rotterdam, PSV Eindhoven, NAC Breda |
| 3.  | Johan Cruijff         | 215  | Ajax Amsterdam, Feyenoord Rotterdam                                                                          |
| 4.  | Kees Kist             | 212  | Ajax Amsterdam, AZ Alkmaar                                                                                   |
| 5.  | Tonny van der Linden  | 204  | DOS Utrecht                                                                                                  |
| 6.  | Henk Groot            | 194  | Ajax Amsterdam, Feyenoord Rotterdam                                                                          |
| 7.  | Peter Houtman         | 178  | Feyenoord Rotterdam, FC Groningen, Sparta Rotterdam, FC Den Haag                                             |
| 8.  | Sjaak Swart           | 175  | Ajax Amsterdam                                                                                               |
| 8.  | Leo van Veen          | 175  | DOS Utrecht, FC Utrecht, Ajax Amsterdam, RKC Waalwijk                                                        |
| 10. | Cor van der Gijp      | 172  | Emma Dordrecht, Feyenoord Rotterdam                                                                          |